# A kozmosz lovagjai
A kozmosz lovagjai Nemere István 1985-ös regénye.

## Cselekménye
|  | Alább a cselekmény részletei következnek! |

Don, Ariel és Lars három fiatal űrhajós-tanonc, akik a holdi űrhajósképző iskola első évét már sikeresen teljesítették. A szünidő végeztével a három tanonc önállóan indul vissza űrhajójukkal, hogy elkezdjék a második évet. A hajót a fiúk Mariskának becézik.
Közben az űrben a Taurus nevű hajó fedélzetén gázrobbanás történt, és a legénység valószínűsíthetően javarészt odaveszett. Elérhető közelségben csak a fiúk hajója tartózkodik, így a marsi irányítóközpont kénytelen rájuk bízni a mentési munkálatokat.
A központban kiderítették, hogy a Taurus-on működésbe lépett a robotpilóta, és a hajó 160 000 tonna fekete glaberitet szállít. Az automatika a beléje programozott utasítások szerint a Föld felé viszi a hajót, amely a légkörbe lépve el fog égni. A glaberit oxigénnel és nitrogénnel egyesülve glaberonná alakul át, amely gáz minden élő szövetet elpusztít, így a Földön várhatóan milliók halnak majd meg.
A fiúk lézeres vágóval behatolnak az elszabadult űrhajóba, majd az utolsó pillanatban Don bekapcsolja a fékezőrakétákat, és a Taurus letér a Földi pályáról.

## Idézetek
– Hát ezt olyan szépen mondtad, mint a „Camelopardalis” pszichiátere – vágta rá Don. A felnőttektől ellesett mozdulattal vetette át egyik térdét a másikon, és affektált hangon kezdett bele a történetbe. – Mint közismert, a tavaly visszatért Pluto-expedíció hajóját hívták „Camelopardalisnak”, ami – és ezt csak a gyengébbek kedvéért említem – zsiráfot jelent, mint közismert…
– Mint közismert – bólogatott szaporán Ariel, érezte persze, hogy ez a célzás neki szólt.
– Ne szakíts félbe, mert elveszítem Ariadné fonalát. – Don félig behunyt szemmel sandított Larsra: a kapitány értékeli-e klasszikus műveltségét?
– Fő a nyugalom, kisöreg. Megkezdődött az Űrbéli Nagy Lézervágások Korszaka… Csak úgy porzik ez a páncél.
Don túlzott. Jókedvre nem volt semmi oka; aggódva látta, hogy a Taurus titánötvözet páncélzata bizony alig-alig akar olvadni a sugárzás hatására. „A titán 1690 fokon olvad, a fenébe is, az én szerkentyűm jóval nagyobb hőt fejleszt!… – Összeszorította a fogát, a makacs kitartás eluralta egész énjét. – Majd én megmutatom ennek a páncélnak.”